# Sustav Ac-Ds
Sustav Ac-Ds je sustav transponiranja prvo prepoznat u kukuruzu. Barbara McClintock je 1940-ih tako otkrila transpozone. Za ovaj rad dobila je Nobelovu nagradu 1983. godine. 
Element Ac aktivator je autonoman, dok je element Ds disocijacije element koji je trpan odnosno njega se transponira. Ac je izvorno otkriven kao onaj koji omogućuje elementu Ds-u razbiti kromosome. I Ac i Ds mogu ubaciti u gene, prouzrokujući mutante koji mogu vratiti u normalu izrezivanjem elementa. Fenotipska posljedica Ac/Ds transpozona uključuje mozaične boje u jezgrama i lišću kukuruza